# Nikolaj Prochorkin
Nikolaj Nikolajevitj Prochorkin, ryska: Николай Николаевич Прохоркин, född 17 september 1993, är en rysk professionell ishockeyforward som är kontrakterad till Los Angeles Kings i National Hockey League (NHL) och spelar för Ontario Reign i American Hockey League (AHL). Han har tidigare spelat för HK CSKA Moskva, Salavat Julajev Ufa och SKA Sankt Petersburg i Kontinental Hockey League (KHL); Manchester Monarchs i AHL; THK Tver och Buran Voronezj i Vyssjaja chokkejnaja liga (VHL) och Krasnaja Armija i Molodjozjnaja chokkejnaja liga (MHL).
Prochorkin draftades av Los Angeles Kings i fjärde rundan i 2012 års draft som 121:a spelare totalt.

## Statistik
| 2010–2011  | HK CSKA Moskva       | KHL        | 6   | 0  | 0  | 0   | 0   | —  | —  | —  | —  | —  |
|            | Krasnaja Armija      | MHL        | 46  | 23 | 17 | 40  | 42  | 16 | 3  | 5  | 8  | 10 |
| 2011–2012  | HK CSKA Moskva       | KHL        | 15  | 1  | 1  | 2   | 4   | 4  | 0  | 1  | 1  | 2  |
|            | Krasnaja Armija      | MHL        | 15  | 9  | 17 | 26  | 47  | 16 | 2  | 9  | 11 | 14 |
| 2012–2013  | HK CSKA Moskva       | KHL        | 14  | 2  | 1  | 3   | 10  | 9  | 3  | 1  | 4  | 0  |
|            | THK Tver             | VHL        | 5   | 2  | 2  | 4   | 4   | —  | —  | —  | —  | —  |
|            | Manchester Monarchs  | AHL        | 8   | 0  | 1  | 1   | 6   | —  | —  | —  | —  | —  |
| 2013–2014  | HK CSKA Moskva       | KHL        | 52  | 19 | 18 | 37  | 47  | 4  | 1  | 1  | 2  | 16 |
|            | Krasnaja Armija      | MHL        | —   | —  | —  | —   | —   | 8  | 6  | 5  | 11 | 8  |
| 2014–2015  | HK CSKA Moskva       | KHL        | 41  | 9  | 11 | 20  | 15  | 4  | 0  | 0  | 0  | 2  |
|            | Buran Voronezj       | VHL        | 7   | 1  | 0  | 1   | 4   | —  | —  | —  | —  | —  |
| 2015–2016  | Salavat Julajev Ufa  | KHL        | 55  | 19 | 17 | 36  | 91  | 19 | 2  | 5  | 7  | 18 |
| 2016–2017  | SKA Sankt Petersburg | KHL        | 43  | 6  | 8  | 14  | 47  | 16 | 3  | 5  | 8  | 12 |
| 2017–2018  | SKA Sankt Petersburg | KHL        | 47  | 16 | 17 | 33  | 24  | 4  | 1  | 1  | 2  | 4  |
| 2018–2019  | SKA Sankt Petersburg | KHL        | 41  | 20 | 21 | 41  | 10  | 11 | 2  | 4  | 6  | 4  |
| 2019–2020  | Los Angeles Kings    | NHL        | 1   | 0  | 0  | 0   | 0   | —  | —  | —  | —  | —  |
|            | Ontario Reign        | AHL        | 4   | 0  | 2  | 2   | 2   | —  | —  | —  | —  | —  |
| NHL totalt | NHL totalt           | NHL totalt | 1   | 0  | 0  | 0   | 0   | —  | —  | —  | —  | —  |
| KHL totalt | KHL totalt           | KHL totalt | 314 | 92 | 94 | 186 | 248 | 71 | 12 | 18 | 30 | 58 |
| AHL totalt | AHL totalt           | AHL totalt | 12  | 0  | 3  | 3   | 8   | —  | —  | —  | —  | —  |
| VHL totalt | VHL totalt           | VHL totalt | 12  | 3  | 2  | 5   | 8   | —  | —  | —  | —  | —  |
| MHL totalt | MHL totalt           | MHL totalt | 61  | 32 | 34 | 66  | 89  | 40 | 11 | 19 | 30 | 32 |

### Internationellt
| Källa: Uppdaterad: 2019-10-30 | Källa: Uppdaterad: 2019-10-30 | Källa: Uppdaterad: 2019-10-30 |         | Utv = Utvisningsminuter | Utv = Utvisningsminuter | Utv = Utvisningsminuter | Utv = Utvisningsminuter | Utv = Utvisningsminuter |
| År                            | Lag                           | Mästerskap                    | Matcher | Mål                     | Assists                 | Poäng                   | Utv                     |                         |
| ----------------------------- | ----------------------------- | ----------------------------- | ------- | ----------------------- | ----------------------- | ----------------------- | ----------------------- | ----------------------- |
| 2018                          | OAR                           | OS                            | 6       | 2                       | 0                       | 2                       | 2                       |                         |
| Senior totalt                 | Senior totalt                 | Senior totalt                 | 6       | 2                       | 0                       | 2                       | 2                       |                         |